# Mevlan Murati
Mevlan Murati (makedonsky Мевлан Мурати; * 5. března 1994) je albánsko-severomakedonský fotbalový obránce, hráč klubu FK Škendija 79 Tetovo. V mládežnických kategoriích reprezentuje Severní Makedonii, na klubové úrovni působil i v Albánii.

## Klubová kariéra
- FK Škendija 79 Tetovo (mládež)
- FK Škendija 79 Tetovo 2010–2013
- KF Partizani 2013–2014
- FK Škendija 79 Tetovo 2014–
- →  FK Škupi (hostování) 2015–2016

## Reprezentační kariéra

### Severní Makedonie
Nastupoval za severomakedonské mládežnické reprezentace od kategorie U17.
S severomakedonskou jedenadvacítkou se radoval z postupu na Mistrovství Evropy hráčů do 21 let 2017 v Polsku (historicky první účast Severní Makedonie na evropském šampionátu jedenadvacetiletých).